# Maršovec a Čepička
Maršovec a Čepička este o arie protejată (arie specială de conservare — SAC, sit de importanță comunitară — SCI) din Republica Cehă întinsă pe o suprafață de 12,39 ha, integral pe uscat.

## Localizare
Centrul sitului Maršovec a Čepička este situat la coordonatele 49°14′03″N 16°03′45″E / 49.234167°N 16.0625°E.

## Înființare
Situl Maršovec a Čepička a fost declarat sit de importanță comunitară în noiembrie 2009 pentru a proteja 1 specie de animale. Situl a fost protejat și ca arie specială de conservare în iunie 2016.

## Biodiversitate
Situată în ecoregiunea continentală, aria protejată nu include niciun habitat protejat.
La baza desemnării sitului se află o specie protejată de  amfibieni: buhai de baltă cu burta roșie (Bombina bombina).